# Charles Zwolsman, Jr.
Charles Zwolsman (Ámsterdam, 15 de junio de 1979) es un piloto de automovilismo neerlandés que compitió en la Champ Car en 2006.
Como muchos conductores, Zwolsman también proviene del kart. En 1999 corrió en la Fórmula Ford alemana. En 2000 y 2001 condujo la Fórmula Renault. Después de la Fórmula 3 pasó al campeonato americano de Fórmula Atlantic, que ganó. Después de su campeonato, inmediatamente participó en la última carrera de la temporada de Champ Car en México, causó una buena impresión y terminó 13º. En 2006, Zwolsman completó una temporada completa de Champ Car con Conquest Racing. Se abandonó de las dos primeras carreras, pero luego terminó todas las carreras en los puntos. Terminó 13º esa temporada con 161 puntos. Su contrato no fue renovado en 2007 por motivos económicos y empezó a buscar alternativas. Tardó un tiempo en descubrirlo y en 2007 y 2008 reinaba mucha tranquilidad en Zwolsman. En 2009 volverá a competir en las Le Mans Series. Zwolsman, al igual que Christijan Albers, competirá para el equipo privado de Colin Kolles con un coche de carreras abierto, el hasta entonces exitoso deportivo Audi R10 TDI.
El 28 de octubre de 2011, la justicia inició un juicio contra Zwolsman. Zwolsman era sospechoso de blanquear muchos millones de euros obtenidos de forma delictiva junto con otros a través del mundo de las carreras en Estados Unidos. Según el Ministerio público, esto ocurrió, entre otras cosas, en la categoría Champ Car, en la que competía Zwolsman.
Zwolsman Jr. se opuso a estas acusaciones y después de que los principales inversores/patrocinadores fueran absueltos en 2013, Zwolsman también fue absuelto en 2016.